# Château Lafite Rothschild
Pour les articles homonymes, voir Rothschild.
Le château Lafite Rothschild est un domaine viticole du Médoc d'une superficie de 178 hectares, dont 116 ha de vignes, situé dans la commune de Pauillac et produisant du vin sous l'appellation du même nom. Il produit l'un des vins de Bordeaux les plus prestigieux et célèbres au monde.
Le château Lafite Rothschild est un « premier grand cru » selon la classification officielle des vins de Bordeaux de 1855. Il partage cette rare distinction avec les châteaux Margaux, Latour, Mouton Rothschild et Haut-Brion.

## Historique
Le château Lafite tire son nom de la famille de La Fite, alliée jadis à la maison de Foix par le mariage de Joseph de Foix, baron de Mardogne, chevalier de l’Ordre du Roi, qui avait épousé Françoise de La Fite, fille de Thibaud. Pierre de La Fite, Intendant des Ordres du Roi, Trésorier-Général des Parties-Casuelles, propriétaire du domaine vinicole de Pauillac, était seigneur de Goussencourt. Requis en 1734, il produisit les preuves de sa noblesse par douze générations, et fut déchargé par arrêt du Conseil d’État en date du 12 février 1740.
Jean-Jacques de La Fite, dernier représentant mâle de cette maison naquit à Pau le 5 novembre 1690 et mourut le 20 octobre 1740 à Paris. Marguerite de La Fite, appartenant à cette famille, avait épousé Jean de Gachassin, fils cadet d’Adrien-Arnaud de Gachassin, capitaine des Milices d’Albret, devenu en 1555, seigneur de l’Abbaye d’Orthez, érigée en sa faveur en Terre Noble par lettres-patentes d’Antoine et de Jeanne, roi et reine de Navarre.
À partir du XVIIe siècle, la propriété du château Lafite tomba entre les mains de la famille de Ségur, avec le manoir des Lafite datant du XVIe siècle et qui existe toujours. C’est à partir de 1680 que l’on a une première trace de l’existence d’un vignoble important qui fut planté par Jacques de Ségur. Au XVIIIe siècle, le marquis Nicolas-Alexandre de Ségur perfectionna la technique de vinification et vers 1760 le duc de Richelieu l'introduisit à la Cour de Versailles.
Le 8 août 1868, le baron James de Rothschild acquiert le château Lafite mis en vente publique dans le cadre de la succession d'Ignace-Joseph Vanlerberghe.

Illustrations du château Lafite Rothschild au XIXe siècle
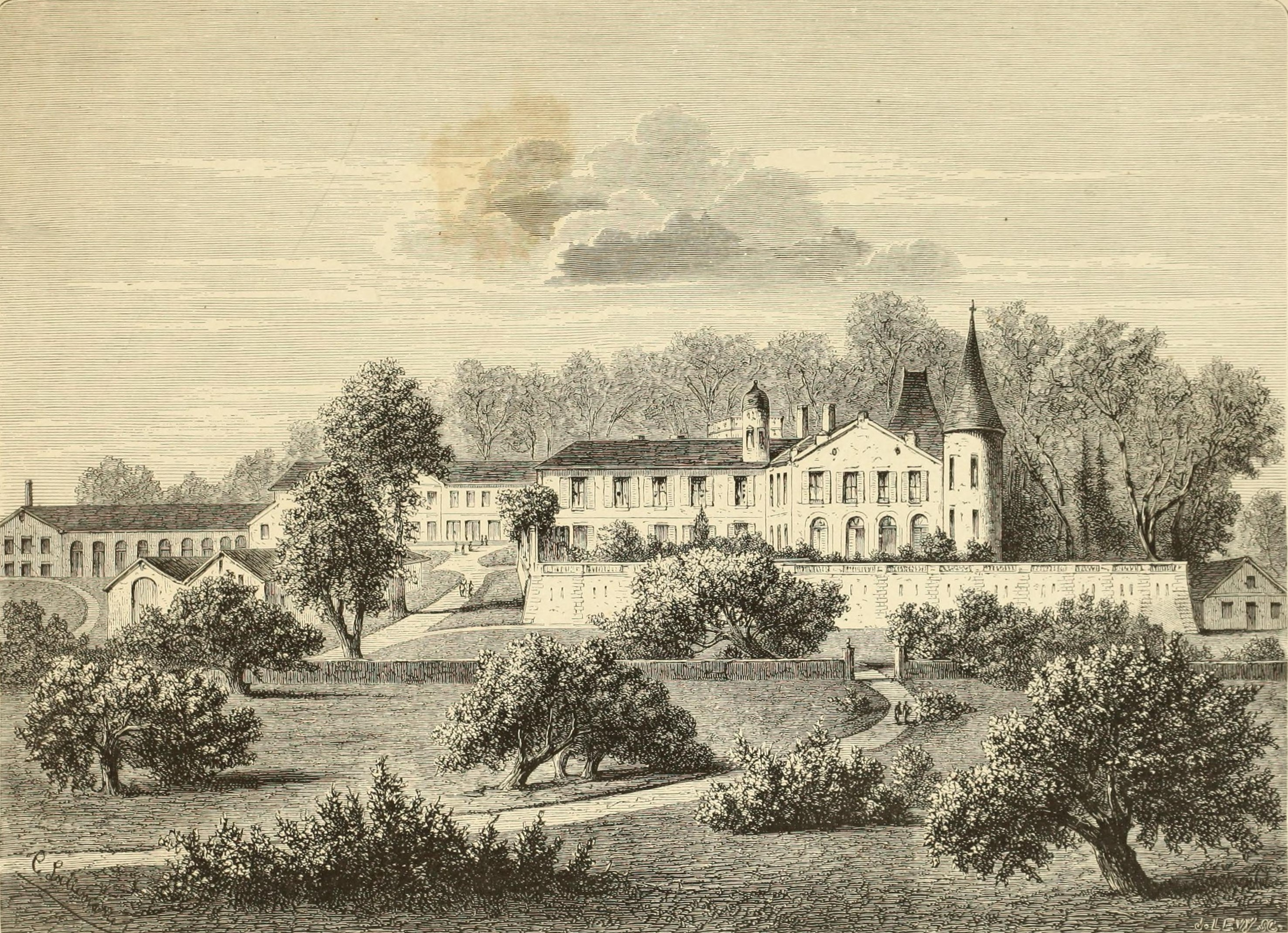
En 1868.
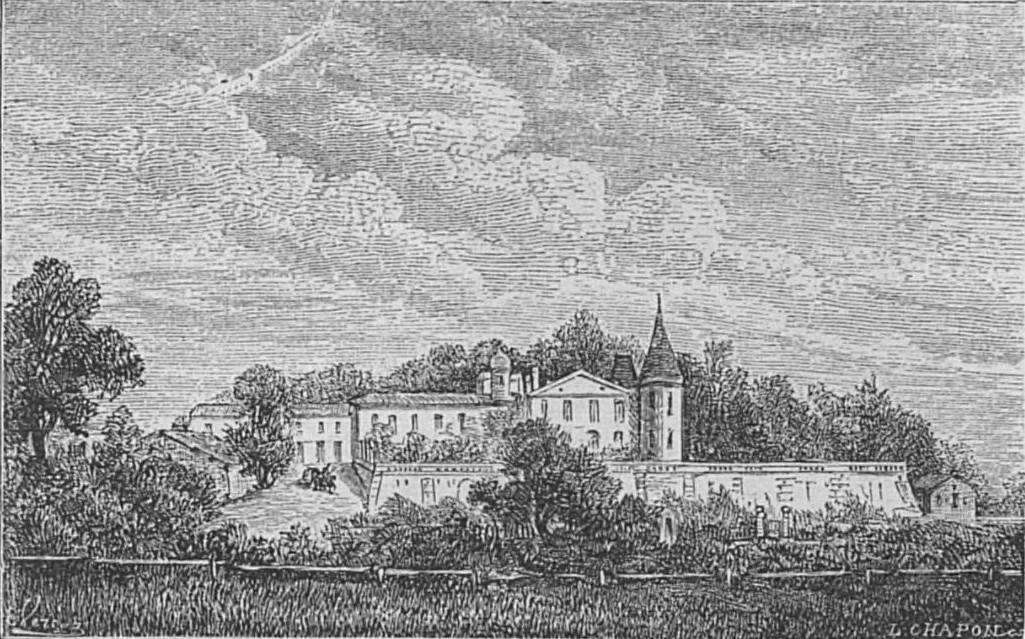
En 1893.

De 1946 à 1974, Élie de Rothschild prend les rênes du château Lafite Rothschild. En 1975, le baron Éric de Rothschild, neveu du baron Élie, le remplace. En 2017, Saskia de Rothschild, fille du baron Eric, le remplace. Depuis les années 80 et jusqu’en 2015, la gestion technique du vignoble est assurée par Charles Chevallier. En 2016, Éric Kohler le remplace.
Le château fait l’objet d’une inscription au titre des monuments historiques depuis le 22 novembre 1989.

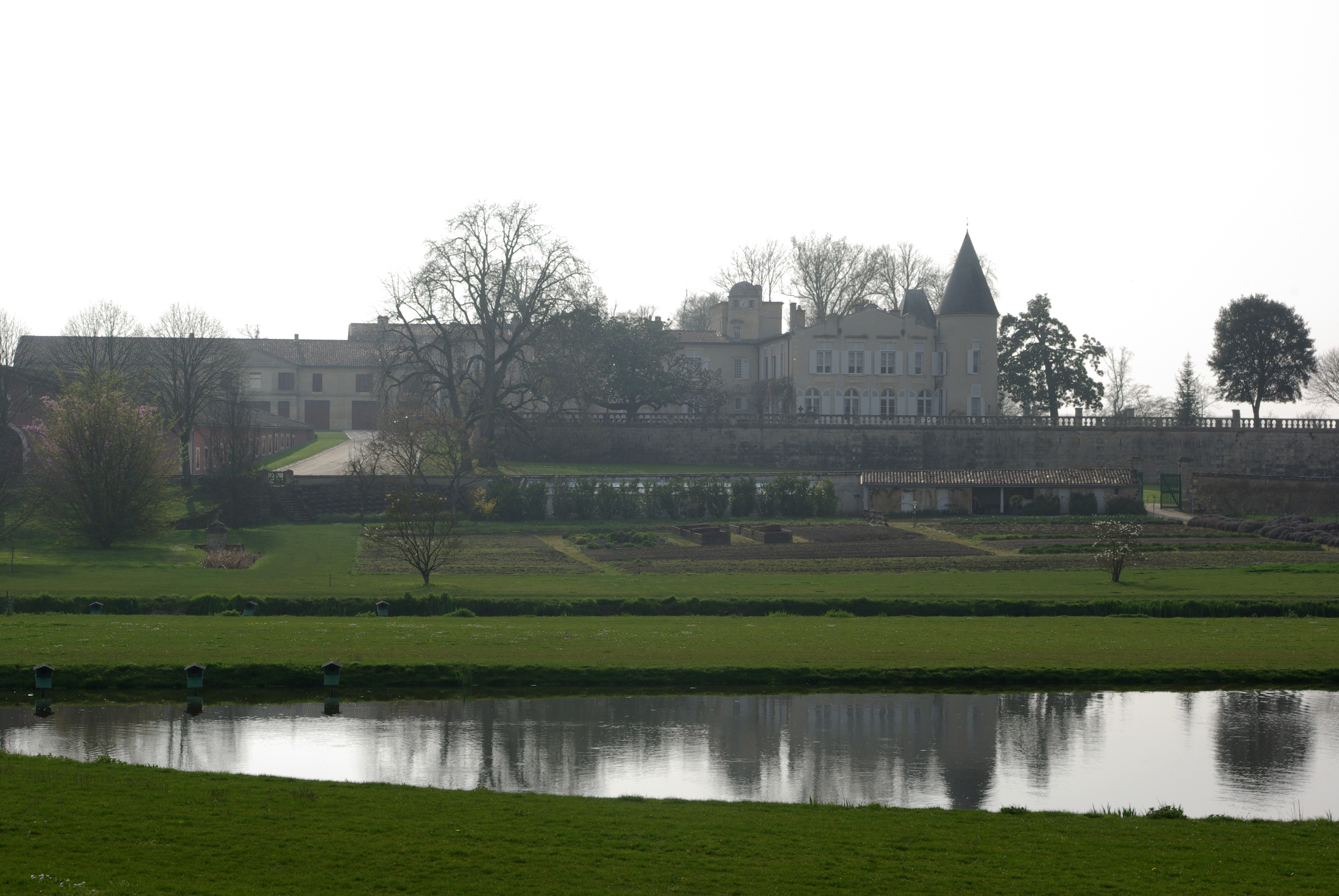
Vue sur le château en hiver.
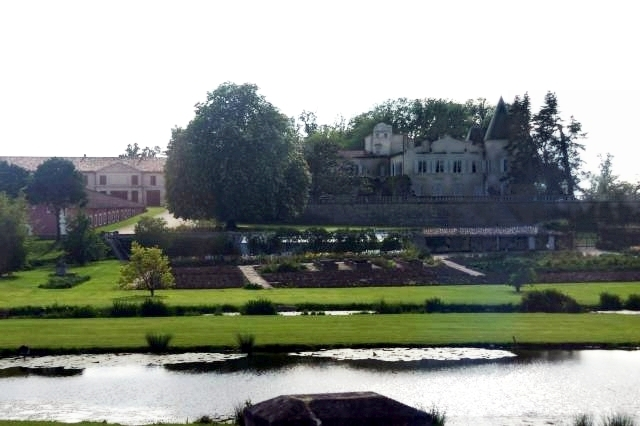
Le château avec les jardins et l'étang de Saint-Estèphe.
Blason de la famille Gachassin-Lafite d'Orthez.

## Vignoble
Le vignoble de 116 ha est réparti en trois parcelles : les coteaux entourant le château, le plateau des Carruades situé à l’ouest et une parcelle de 4,5 ha dans la commune voisine de Saint-Estèphe. L'essentiel du terroir est constitué de graves fines et profondes mêlées de sable éolien sur un socle calcaire du tertiaire.
L'encépagement est constitué à 70 % de cabernet sauvignon, 25 % de merlot, 3 % de cabernet franc et 2 % de petit verdot. L'âge moyen des vignes du grand vin est de 40 ans, les 20 ha de jeunes vignes (moins de dix ans) étant utilisés pour l'élaboration du second vin. Il existe également des parcelles extrêmement âgées de plus de 80 ans, l'une dite « La Gravière » datant même de 1886.

## Vins
La maturation du vin est réalisée pendant 18 à 20 mois en barriques de chêne à 100 % neuves. Lafite Rothschild produit environ 15 000 à 20 000 caisses par an.
Le domaine produit également un second vin, les « Carruades de Lafite », pour environ 25 000 à 30 000 caisses.

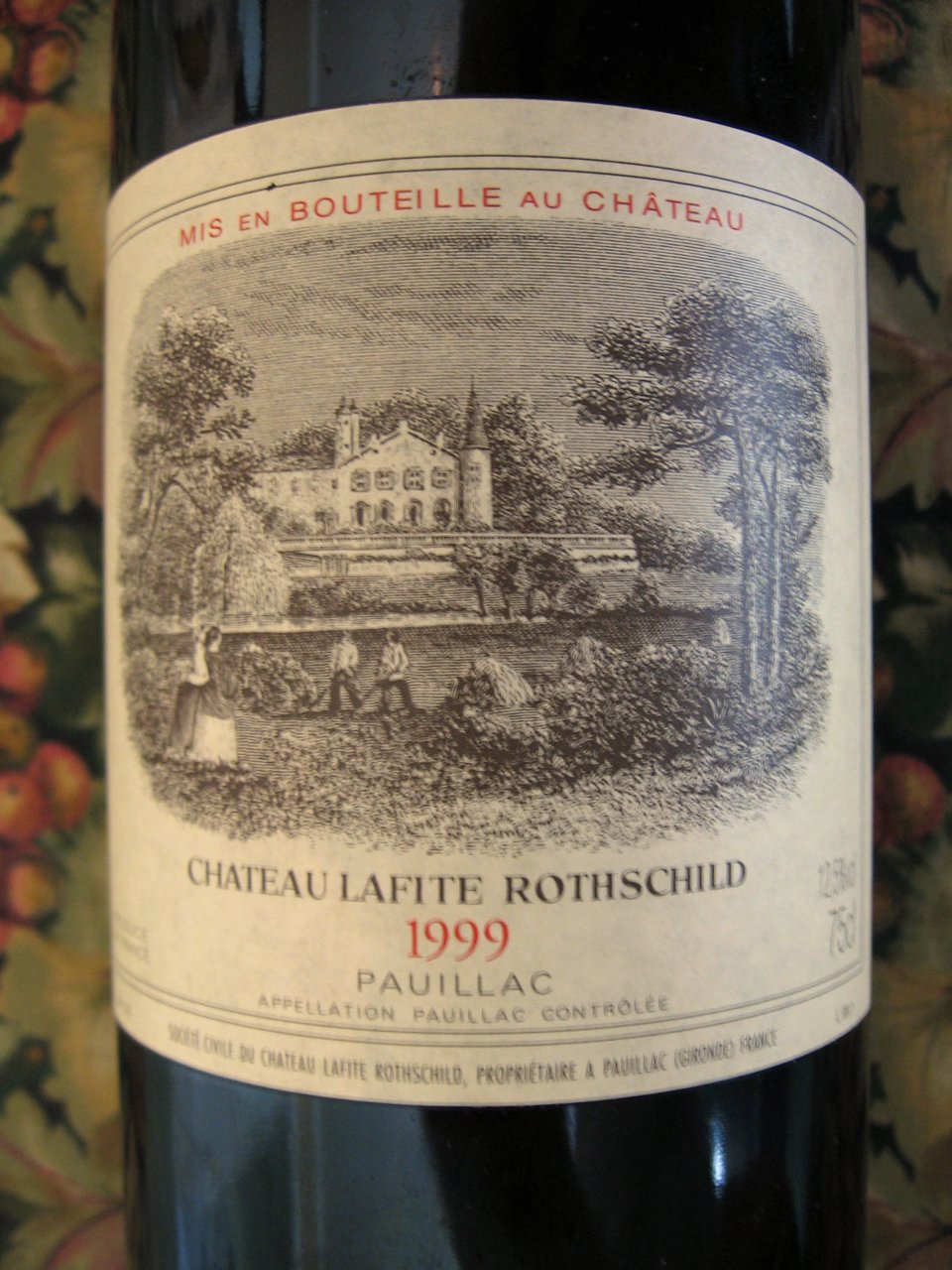
Étiquette de château Lafite Rothschild 1999.
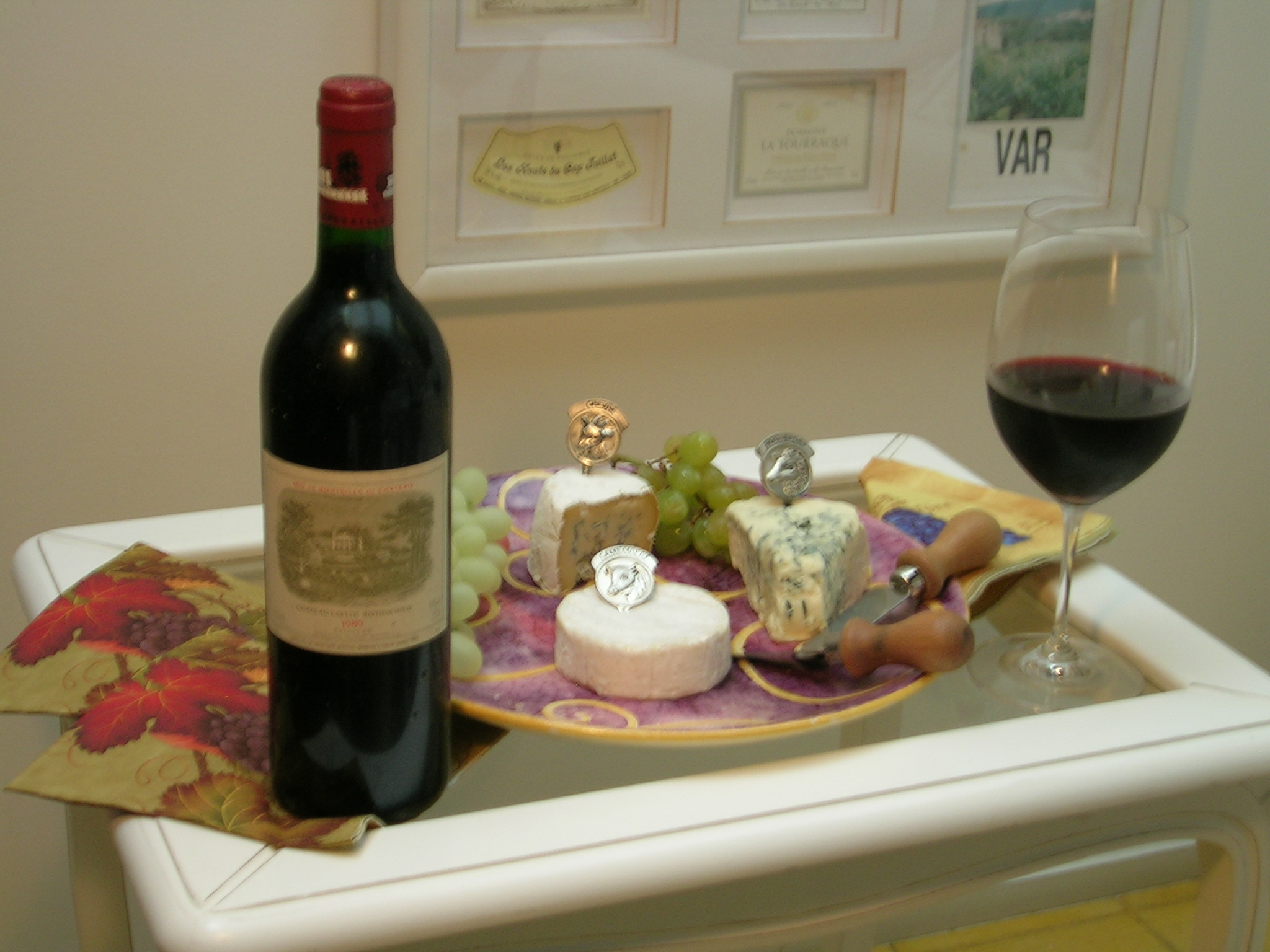
Une bouteille de château Lafite-Rothschild.

### Millésimes
Les millésimes mythiques sont 1921, 1945 et 1982, auxquels peuvent se rajouter 2000 et 2005[réf. nécessaire] dans les années récentes. Le château Lafite Rothschild a obtenu la note de 100/100 par Robert Parker pour les millésimes 1986, 1996, 2003 et 2010.

### Prix
Les prix des vins de château Lafite Rothschild sont parmi les plus élevés du Bordelais et ont connu depuis 2009 une inflation importante liée notamment au développement du marché chinois. Ils s'échelonnent de 700 à 800 euros pour les millésimes moins recherchés comme 1958, 1968, 1992 ou 1997, jusqu'à plusieurs milliers voire dizaines de milliers d'euros pour les grands millésimes anciens pouvant remonter jusqu’à l’époque de la Révolution française.
| Millésime       | 1789    | 1865   | 1899   | 1928  | 1931  | 1937  | 1945  | 1958 | 1959  | 1961  | 1982  | 1986  | 1996  | 1997 | 2000  | 2005  | 2008  |
| --------------- | ------- | ------ | ------ | ----- | ----- | ----- | ----- | ---- | ----- | ----- | ----- | ----- | ----- | ---- | ----- | ----- | ----- |
| Prix moyen en € | 146 325 | 14 042 | 73 813 | 3 156 | 3 127 | 2 815 | 3 438 | 894  | 3 551 | 1 869 | 4 271 | 1 693 | 1 473 | 849  | 2 305 | 1 368 | 1 384 |

### Controverses
Depuis 2003, Château Lafite-Rothschild souhaite faire interdire l'exploitation de la marque française « Château Lafitte », détenue par la famille Mengin et produisant quelque 300 000 bouteilles en appellation côtes-de-bordeaux. En 2010, la Cour de cassation rejette les demandes de Lafite-Rothschild mais la société dépose une nouvelle requête contestant les droits sur la marque en Chine cette fois. L'administration chinoise de l'industrie et du commerce rejette définitivement cette dernière en septembre 2015.